# Суперкубок Англии по футболу 1922
Суперкубок Англии по футболу 1922 (англ. 1922 FA Charity Shield) — 9-й розыгрыш Суперкубка Англии, ежегодного футбольного матча, в котором встречались победители Первого дивизиона и обладатели Кубка Англии. Матч прошёл на стадионе «Олд Траффорд» в Манчестере 10 мая 1922 года. В нём встретились «Ливерпуль», чемпион Первого дивизиона в сезоне 1921/22, и «Хаддерсфилд Таун», обладатель Кубка Англии 1922 года. Матч закончился минимальной победой «терьеров».

## Отчёт о матче
| Хаддерсфилд Таун | 1:0 | Ливерпуль |
| ---------------- | --- | --------- |
| Уилсон           |     |           |

| Хаддерсфилд Таун | Ливерпуль |